# Мультирум
Мультиру́м (англ. multiroom) — це система розподілу аудіо- та відеосигналів у кількох зонах приміщення або будівлі. Сучасні мультирум-системи дозволяють бездротове відтворення контенту з різних джерел, таких як смартфони, стримінгові сервіси або локальні медіа-сервери, з можливістю незалежного керування в кожній зоні.
Система складається з одного комплекту серверної апаратури (блок керування, процесор, контролер), який може встановлюватись в будь-якому зручному місці, та декількох аудіо систем, розміщених в потрібних кімнатах і з'єднаних з сервером попередньо прокладеними в стінах кабелями.
Вбудовані в стіни панелі керування системою дозволяють з будь-якого приміщення керувати будь-якою частиною системи. Так само можливим є дистанційне керування телефоном чи планшетом з допомогою спеціальної аплікації.